# Remulopygus macfarlanei
Remulopygus macfarlanei är en mångfotingart som beskrevs av Demange 1961. Remulopygus macfarlanei ingår i släktet Remulopygus och familjen Harpagophoridae. Inga underarter finns listade i Catalogue of Life.